# Вифинские цари
Царская династия, правившая около 435–74 годов до н. э. в Вифинии (Малая Азия).

## Династы Вифинии
ДИДАЛСИДЫ
- около 435 года до н. э.: Дидалс.
- до 376 года до н. э.: Ботир, сын Дидалса I.
- 376–328 годы до н. э.: Бас, сын Ботира I.
- 328–297 годы до н. э.: Зипойт I, сын Баса I (принял царский титул в 297 году до н. э.).

## Цари Вифинии
ДИДАЛСИДЫ
- 297–278 годы до н. э.: Зипойт I, сын Баса (принял царский титул в 297 году до н. э.).
- 278–255 годы до н. э.: Никомед I Филэллин, сын Зипойта I.
  - 278–276 годы до н. э.: Зипойт Вифин, сын Зипойта I (правил в Финской Фракии, восстав против брата).
- 255–254 годы до н. э.: Зипойт III Филометор, сын Никомеда I и Этазеты.
  - 255–254 годы до н. э.: Этазета, вдова (вторая жена) Никомеда I, мать Зипойта III (регент).
- 255–228 годы до н. э.: Зиаил I, сын Никомеда I и Дитизелы (до 254 года до н. э. правил в части страны в оппозиции к младшему брату и мачехе).
- 228–182 годы до н. э.: Прусий I Хол, сын Зиаила I и Лисандры.
- 182–149 годы до н. э.: Прусий II Кинег, сын Прусия I и Апамы III (дочери Деметрия II Македонского).
  - после 167–149 годы до н. э.: Прусий Однозубый, сын Прусия II и дочери Диэгила (кенитского царя Фракии 16?–141 годы до н. э.); соправитель отца.
- 149–127 годы до н. э.: Никомед II Эпифан, сын Прусия II и Апамы IV (дочери Филиппа V Македонского).
- 127–94 годы до н. э.: Никомед III Эвергет, сын Никомеда II.
- 94–92 годы до н. э.: Никомед IV Филопатор, сын Никомеда III и Аристоники; первое правление.
- 92–90 годы до н. э.: Никомед V Мемнон (настоящее имя – Сократ Хрест), сын Никомеда III и Хагне (занял престол при поддержке Митридата VI Понтийского).
- 90–89 годы до н. э.: Никомед IV Филопатор, сын Никомеда III и Аристоники; второе правление.

МИТРИДАТИДЫ
- 89–85 годы до н. э.: Митридат I (VI) Эвпатор Дионис, сын Митридата V понтийского и Лаодики VI (дочери Антиоха IV сирийского) (царь Понта в 121–63 годах до н. э.) [первое правление].

ДИДАЛСИДЫ
- 85–74 годы до н. э.: Никомед IV Филопатор, сын Никомеда III и Аристоники; третье правление.

К Риму в 74–73 годах до н. э. (провинция Вифиния)…
МИТРИДАТИДЫ
- 73–72 годы до н. э.: Митридат I (VI) Эвпатор Дионис, сын Митридата V Понтийского и Лаодики VI (дочери Антиоха IV Сирийского) (царь Понта в 121–63 до н. э.) [второе правление].

К Риму с 72–73 годов до н. э. (провинция Вифиния, затем в составе провинции Вифиния и Понт)…

## Претенденты на престол
ЛИКОМЕДИДЫ
- 74—31 годы до н. э.: Ликомед, сын Нисы (дочери Ариарата VI Каппадокийского, жены Никомеда IV во втором браке) от первого брака со знатным вифинцем (неизвестным по имени) (теократ Команы Понтийской с 47 года до н. э.).
- 31—30 годы до н. э.: Медей, сын или внук Ликомеда I и Орсабарис (дочери Митридата VI Понтийского) (теократ Команы Понтийской).
- 31—22 годы до н. э.: Ородалтис, дочь Ликомеда I и Орсобарис (дочери Митридата VI Понтийского) (царица Прусиады Приморской [Киоса] до 22 года до н. э.).

## Генеалогия правителей Вифинии
- Дидалс († ›435 до н. э.). Сатрап Вифинии (ок. 435 до н. э.).
  - Ботир († 376 до н. э.). Сатрап Вифинии (до 376 до н. э.).
    - Бас (* 397, † 326 до н. э.). Сатрап Вифинии (376—326 до н. э.).
      - Зипойт I (* 355, † 278 до н. э.). Сатрап Вифинии (326—297 до н. э.). Царь Вифинии (297—278 до н. э.).
        - Никомед I († 255 до н. э.). Первая жена: Дитизела (родная сестра). Вторая жена: Этазета (регентесса Вифинии в 255—253 гг. до н. э., затем – в изгнании в Македонии).
          - 1Прусий († ‹255 до н. э.). Отстранён (вместе с братом Зиаилом) отцом от наследства в пользу его детей от второго брака. Умер в изгнании.
          - 1Зиаил I († 228 до н. э.). Царь Вифинии (255/3—228 до н. э.). Отстранён отцом от наследства. Жил в изгнании при дворе Сама I Софенского. После смерти отца вернулся в Вифинию, изгнав вскоре мачеху и младших братьев. Жена: Лисандра (родная сестра).
            - Прусий I Хол [Хромой] († 182 до н. э.). Царь Вифинии (228—182 до н. э.). Жена: Апама III (дочь Деметрия II Македонского).
              - Прусий II Кинег [Охотник] († 149 до н. э.). Царь Вифинии (182—149 до н. э.). Жена первая: Апама IV (дочь Филиппа V Македонского). Жена вторая: NN (дочь Диэгила, кенитского царя Фракии в Кипселе 16?—141 до н. э.). Отдал приказ об убийстве сына, находившегося в Риме, но по возвращении последнего из Рима сам был свергнут и убит.
                - 1Никомед II Эпифан [Славный] († 127 до н. э.). Царь Вифинии (149—127 до н. э.).
                  - Никомед III Эвергет [Благодетель] († 94 до н. э.). Царь Вифинии (127—94 до н. э.). Царь Каппадокии (103—102 до н. э.). Жена первая: Аристоника (†~0095). Наложница вторая: Хагне (Хойна). Жена третья (103 до н. э.): Лаодика IX (дочь Митридата V Понтийского; вдова Ариарата VI Каппадокийского).
                    - 1Никомед IV Филопатор [Любящий отца] († 0074). Царь Вифинии (94—92, 90—89, 85—74 до н. э.). Царь Пафлагонии (84—74 до н. э.). В изгнании в Италии 92—90 и 89—85 гг. до н. э.). Завещал царство после смерти Риму. Жена первая: NN (родная тётя). Жена вторая: Ниса (дочь Ариарата VI Каппадокийского) (во втором браке).
                    - 1Пилемен III Эвергет [Благодетель] (настоящее имя неизвестно) (†›89 до н. э.). Царь Пафлагонии (108—89 до н. э.).
                      - Пилемен IV (†‹51 до н. э.). Царь Пафлагонии (65—‹51 до н. э.; в части страны).
                      - Аттал I († 40 до н. э.). Царь Пафлагонии (65—47, 47—40; до ‹51 до н. э. – в части страны).

                    - 2Никомед V Мемнон (настоящее имя – Сократ Хрест) († ›89 до н. э.; убит в Понте по приказу Митридата VI Эвпатора). Царь Вифинии (92—90 до н. э.). Разбил и изгнал брата при помощи Митридата VI Понтийского.
                    - 2(дочь) († 93/2 до н. э.; убита).

                  - (дочь) († ~95 до н. э.). Муж: Никомед IV (родной племянник).

                - 2Прусий III Монодент [Однозубый] († 149 до н. э.). Царь Вифинии (›167—149 до н. э.). Соправитель отца.
                - 2(1 или 2 сына) († 149 до н. э.). Убит(ы) по приказу Никомеда II.

              - (дочь). Муж: Антиох Гиеракс (царь Азии 241—229 до н. э.).

          - 1Лисандра. Муж: Зиаил I Вифинский (родной брат).
          - 2Зипет III Филометор [Любящий мать] († 220 до н. э.). Царь Вифинии (255—253 до н. э.; фактически в качестве регента правила его мать). С 253 до н. э. – в изгнании в Македонии.
          - 2Мукапор († ›253 до н. э.). После свержения матери и брата – в изгнании в Македонии.

        - Зипет II († 276 до н. э.). Царь в части Вифинии [Тинской Фракии] (278—276 до н. э.) в оппозиции к брату Никомеду I. Разбит галатами.
        - Мукапор († 278/6 до н. э.). Убит по приказу Никомеда I.
        - (сын) († 278/6 до н. э.). Убит по приказу Никомеда I.
        - Дитизела († ›264 до н. э.). Муж: Никомед I Вифинский (родной брат).